# Big bang-nukleosyntes

De viktigaste kärnreaktionerna som gav upphov till de lättaste grundämnena i universum.

Big bang-nukleosyntes (även primordial nukleosyntes eller primordiell nukleosyntes) avser produktionen av atomkärnor tyngre än 1H (det vill säga protonen, den vanliga, lätta, väteisotopen) under universums tidiga faser enligt den gällande kosmologiska standardmodellen. Denna nukleosyntes skedde endast minuter efter själva big bang och anses ha skapat den tyngre väteisotopen kallad deuterium (2H eller D), heliumisotoperna 3He och 4He, samt litiumisotoperna 6Li och 7Li. Förutom dessa stabila kärnor skapades några instabila, radioaktiva, isotoper: tritium (3H); beryllium-7 (7Be), och beryllium-8 (8Be). Dessa instabila kärnor föll antingen isär eller genomgick fusion med andra kärnor och bildade stabila isotoper.
Teorin förutsäger ett massförhållande av 25 % helium och 75 % väte plus mindre mängder av övriga. Detta stämmer också väl med mätningar utom för litium.

## Historik
Med relativ god kännedom om kärnreaktionerna kunde George Gamow i två artiklar 1948 lägga grunden till vår nuvarande förståelse av nukleosyntesen direkt efter big bang. Den första skrevs av hans forskarstuderande Ralph Alpher och har blivit kallad Alpher–Bethe–Gamow-artikeln, även αβγ-artikeln, där Alpher och Gamow föreslår att de lätta grundämnena skapas av vätejoner som fångar in neutroner i ett hett, tätt och tidigt universum. Bethes namn lades till av symmetriskäl.
1950 lämnade den japanske astrofysikern Hayashi Chūshirō ett viktigt bidrag till big bang-nukleosyntesen, genom att påvisa att den av Alpher och Gamow föreslagna modellen måste kompletteras med termodynamisk jämvikt vid bildandet av elektron–positron-par.